# حقیقتاً احساسی
حقیقتاً احساسی (انگلیسی: Frankly Sentimental) آلبومی با صدای فرانک سیناترا است که در سال ۱۹۴۹ منتشر شد.